# Henryk Maria Fukier

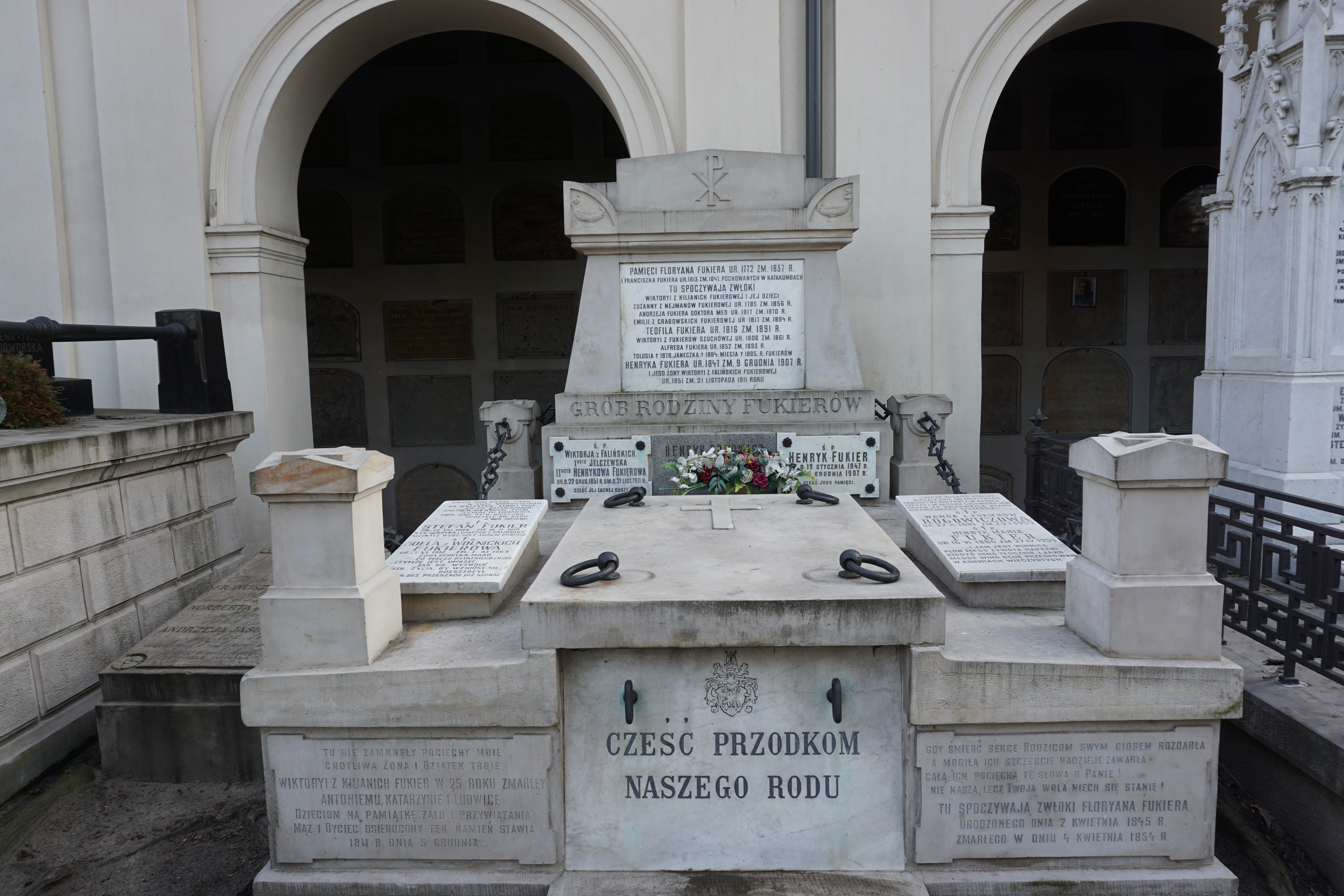
Grób Henryka Marii Fukiera na cmentarzu Powązkowskim

Henryk Maria Fukier (ur. 16 lipca 1886 w Warszawie, zm. 27 kwietnia 1959 tamże) – polski przedsiębiorca, właściciel winiarni i składu win w Warszawie przy Rynku Starego Miasta 27, ostatni potomek warszawskiego rodu Fukierów. 
Był właścicielem winiarni w rodowej kamienicy przy Rynku Starego Miasta 27 i Piwnej 44, znawcą sztuki, ofiarodawcą kolekcji antyków do zbiorów Zamku Wawelskiego 1926, członkiem Towarzystwa Opieki nad Zabytkami Przeszłości. Po wojnie był członkiem Naczelnej Organizacji Technicznej.
Na początku wojny utracił majątek – okupanci niemieccy skonfiskowali 6-8 października 1939 zawartość piwnic, w tym cenną kolekcję win sięgającą XVII w. (w jednej z nich, tzw. „Piwnicy Hetmańskiej” najmłodsze wina miały ponad 100 lat). Kamienica, uszkodzona we wrześniu 1939, w Powstaniu Warszawskim została niemal doszczętnie zniszczona.
Po wojnie nie mógł odzyskać odbudowanej kamienicy. Został zarządcą firmy państwowej winiarskiej i organizatorem przyjęć w Urzędzie Rady Ministrów. Spoczywa na cmentarzu Powązkowskim w Warszawie (aleja katakumbowa 76/77).